# Landsat

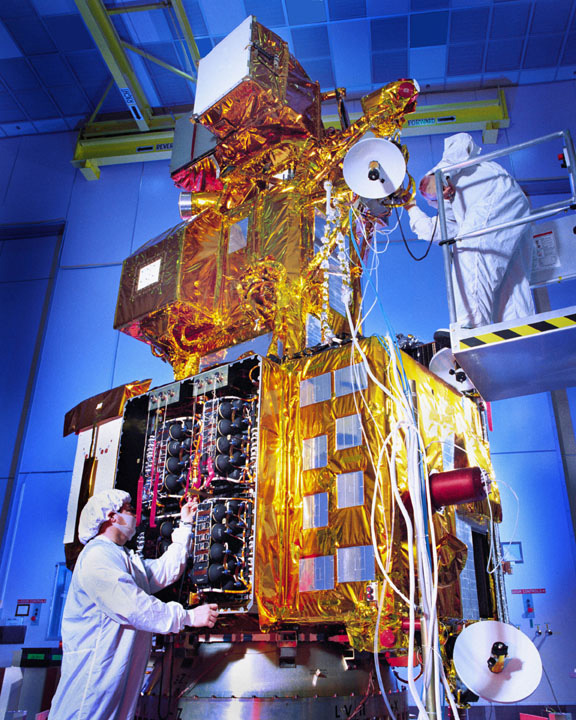
O satélite Landsat 7 sendo preparado para o lançamento.

LANDSAT, é a nomenclatura de um programa de satélites de observação da Terra de origem Norte americana. A série  teve início na segunda metade da década de 1960, a partir de um projeto desenvolvido pela Administração Nacional de Aeronáutica e Espaço (NASA), sendo dedicado exclusivamente à observação dos recursos naturais terrestres. Esse programa foi inicialmente denominado ERTS (Earth Resources Technology Satellite) e em 1975 passou a se denominar Landsat.

## História
O programa, em sua maioria, foi gerenciada pela NASA e pela USGS e envolveu o lançamento de sete satélites. A série Landsat continua em atividade até hoje, o que significa mais de 30 anos contribuindo para a evolução das técnicas de sensoriamento remoto em instituições do mundo todo. O primeiro satélite, e também o primeiro desenvolvido para atuar diretamente em pesquisas de recursos naturais, foi lançado em 1972 e denominado ERTS-1 ou Landsat-1. Levou dois instrumentos a bordo: as câmeras RBV e MSS.
Os mesmos instrumentos estiveram a bordo do Landsat 2 (lançado em 1975) e do Landsat 3 (lançado em 1978), considerados satélites experimentais. No L2 os sensores foram projetados de forma idêntica aos seus antecessores, enquanto no L3 sofreram algumas alterações, principalmente em relação aos canais oferecidos.
O Landsat 4 começou a operar em 1982, com o MSS e também uma grande novidade: o sensor TM, projetado para dar suporte às pesquisas nas mais diversas áreas temáticas, especializado em recursos naturais. Dois anos mais tarde entraria em órbita o Landsat-5, com os mesmos instrumentos sensores do L4. Embora o MSS do satélite L5 tenha deixado de enviar dados em 1995, o sensor TM encontra-se ativo até hoje, oferecendo continuidade aos trabalhos e metodologias desenvolvidas com os produtos do Landsat.
Em 1993, o L4 e o L5 já haviam superado sua vida útil e o sexto satélite da série Landsat não conseguiu atingir a órbita terrestre devido à ocorrência de falhas no lançamento. O Landsat 6 foi projetado com o sensor ETM, com configurações semelhantes ao seu antecessor, inovando na inclusão da banda 8 pancromática com 15 metros de resolução espacial.
O sensor ETM evoluiu para o sensor ETM+ lançado em 1999 a bordo do Landsat 7. Este instrumento foi capaz de ampliar as possibilidades de uso dos produtos Landsat, oferecendo a versatilidade e eficiência obtidas nas versões anteriores, pois conseguiu melhorar a acurácia do sistema, manteve os mesmos intervalos espectrais, ampliou a resolução espacial da banda 6 (infravermelho termal) para 60 metros, além de tornar a banda pancromática operante e permitir a geração de composições coloridas com 15 metros de resolução. O L7 enviou dados completos para a Terra até 2003, quando apresentou avarias de hardware e começou a operar com o espelho corretor de linha (SLC) desligado. Desde então, as imagens continuam adquiridas e enviadas para a Terra, mas para torná-las aptas à utilização necessitam de correções prévias e análise de acurácia no posicionamento e calibração dos pixels.
A antena de recepção do Instituto Nacional de Pesquisas Espaciais (INPE) localizada em Cuiabá, capta desde os anos 70 imagens de todo o território brasileiro, o que representa um enorme e único acervo de dados sobre o Brasil. Este sistema orbital é ainda muito utilizado nas pesquisas realizadas pela Embrapa Monitoramento por Satélite. Existe a previsão de que a série Landsat continue, com o lançamento a partir de 2011 do LDCM operando com instrumento OLI. A continuação da série será importante para a utilização e aperfeiçoamento dos algoritmos desenvolvidos ao longo dos últimos 30 anos de pesquisas na área de sensoriamento remoto.

## Cronologia
- Landsat 1 (originalmente "Earth Resources Technology Satellite 1"): lançado em 23 de Julho de 1972, término das operações em 6 de Janeiro de 1978.
- Landsat 2: lançado em 22 de Janeiro de 1975, término em 22 de Janeiro de 1981.
- Landsat 3: lançado em 5 de Março de 1978, término em 31 de Março de 1983.
- Landsat 4: lançado em 16 de Julho de 1982, término em 1993
- Landsat 5: lançado em 1 de Março de 1984, ainda funcionando, com problemas graves a partir de Novembro de 2011.[1] Em 26 de Dezembro de 2012, o USGS anunciou a sua retirada de serviço.
- Landsat 6: lançado em 5 de Outubro de 1993, falhou em atingir a órbita.
- Landsat 7: lançado em 15 de Abril de 1999, ainda funcionando, mas com falhas desde Maio de 2003.
- Landsat 8: (originalmente "Landsat Data Continuity Mission"): lançado em 11 de Fevereiro de 2013. Em 30 de Maio de 2013, já sob controle do USGS foi rebatizado.

## Ligações Externas
- NASA - História do Landsat[ligação inativa]